# Charles Moullin
Charles  Moullin  (né le 6 novembre 1747 à  Saint-Malo - ? )  maire de Saint-Malo de 1793 à 1794

## Biographie
Charles Alexandre Moullin est le fils de Charles et de Servanne Maclovie Faguest. Apothicaire à l'Amirauté de Saint-Malo, président du Comité Révolutionnaire et ardent jacobin il est nommé le 30 décembre 1793 « révolutionnairement »  maire de la ville, par le proconsul Jean-Baptiste Le Carpentier à qui il avait présenté ses hommages 10 jours plus tôt après la destitution de Nicolas Perruchot de Longeville. Le 2 janvier 1794 la ville prend le nom de « Port-Malo ». 
Le 7 décembre 1794 Charles Moullin  est destitué par le représentant du peuple Jean-François Boursault-Malherbe envoyé par la Convention thermidorienne réorganiser l'administration des côtes  entre Brest et Cherbourg et arrivé dans la cité le 4 du même mois. Il avait épousé Marie Catherine Julienne Lebourcier qui lui donne sept enfants.